# Rząśnik-Majdan
Rząśnik-Majdan (prononciation : [ˈʐɔ̃ɕnik ˈmai̯dan]) est un village polonais de la gmina de Wąsewo dans le powiat d'Ostrów Mazowiecka de la voïvodie de Mazovie dans le centre-est de la Pologne.
Il se situe à environ 13 kilomètres à l'ouest d'Ostrów Mazowiecka (siège du powiat) et à 85 kilomètres au nord-est de Varsovie (capitale de la Pologne).

## Histoire
De 1975 à 1998, le village appartenait administrativement à le Powiat d'Ostrów dans la voïvodie d'Ostrołęka.